# Петух и краски
«Пету́х и кра́ски» — советский рисованный мультипликационный фильм для детей режиссёра Бориса Степанцева по одноимённой сказке Владимира Сутеева
о приключениях нарисованного петушка, которого забыли раскрасить.

## Сюжет
На белом экране появляется Карандаш, обращающийся к зрителям и говорящий, что он любит рисовать. Вдруг он заметил, что его грифель не подточен. Найдя точилку, карандаш подтачивает свой грифель и рисует петуха, который, стоило карандашу потрогать его, так поспешил увидеть свет, что начал уходить нераскрашенным. Карандаш попытался остановить петуха, схватив за хвост, но тот откинул его в сторону и продолжил движение.
Нарисованный петушок попадает на скотный двор, где лидером является старый и злой чёрный петух. Все боятся этого петуха, никто не критикует его скрипучий голос, все его слушают. Нарисованный петух тоже попытался спеть, но не сумел, поскольку он ненастоящий. Все обитатели двора насмехаются над появившимся нераскрашенным петухом и дразнят его. Старого петуха и вовсе оскорбило присутствие «нарисованной завитушки», и он раскрутил его, а цыплята стали прыгать через него, как через верёвку. В итоге по совету щенка Бобика петух решает отправиться к Краскам, чтобы они его раскрасили.
Когда главный герой отправляется на сто шагов вперёд, по пути он встречает лису с лисятами, которые вообще не признают в нём петуха. Добравшись до заветного места, Петя-петушок видит цветочную поляну, которая трансформируется и становится домиком, где живут Красная, Синяя (брат Красной) и Жёлтая (её сестра) краски. Добрые краски раскрашивают петуха следующим образом: Красная краска раскрасила гребешок и бородку, её старший брат раскрасил хвост, а младшая сестра раскрасила грудку. Тогда Синий также нарисовал петуху крылья, хотя это хотела сделать Жёлтая. В итоге из-за поединка между Синим и Жёлтой некоторые части тела петуха получились зелёными. Несмотря на это, петух благодарит краски. Наконец, домик красок превращается обратно в цветочную поляну, и все дружно сказали: «До свидания, Петя-петушок!».
Поклонившись поляне, петушок смотрится в воду и, не узнав самого себя, идёт обратно на скотный двор. По дороге он снова встречается с лисятами, которые всё ещё не верят в то, что он настоящий. Петух даёт им в этом убедиться, клюнув одного из наглых лисят.
На скотном дворе старым Петухом продолжают восхищаться все, кроме Бобика, который смеётся над ним. Не выдержав этого, петух схватил щенка, чтобы отомстить за насмешку. Тут же появляется раскрашенный Петя, хватает своего врага за голову, дабы заступиться за Бобика, и принимает бой. Старый петух, пытаясь победить противника, попадает в лужу, где с него слетают перья. Один из утят подплывает к нему и напоминает о потерянном пере. В страхе с петуха смывается вся краска, и он сдаётся. Теперь все восхищаются новым лидером — добрым и красивым Петей, который к тому же прекрасно поёт. Бобик восклицает: «Вот это настоящий петух!».

## Создатели
| Автор сценария             | Владимир Сутеев |
| Режиссёр                   | Борис Степанцев |
| Художники-постановщики     | Анатолий Савченко, Петр Репкин |
| Художник                   | Ольга Геммерлинг |
| Композитор                 | Игорь Якушенко |
| Оператор                   | Михаил Друян |
| Звукооператор              | Борис Фильчиков |
| Художники-мультипликаторы: | Юрий Бутырин, Рената Миренкова, Ольга Столбова, Антонина Коровина, Светлана Жутовская, Виолетта Колесникова, Владимир Арбеков, Елизавета Комова, Лидия Резцова, Валентин Караваев, Константин Чикин, Владимир Крумин                                                                                     |
| Роли озвучивали:           | Георгий Вицин — петух Рина Зелёная — Красная краска, утёнок Клара Румянова — цыплёнок, лисёнок, Жёлтая краска Юлия Юльская — щенок Бобик Лев Миров — чёрный петух Эраст Гарин — индюк (нет в титрах) Елена Понсова — лиса, курица, Синяя краска (нет в титрах) Александр Граве — карандаш (нет в титрах) |